# Kabinett Teufel III
Das Kabinett Teufel III bestand in der 12. Wahlperiode des Landtags von Baden-Württemberg. Koalitionspartner waren CDU und FDP/DVP.
| Amt                                                                             | Name                                                                              | Partei | Partei  |
| ------------------------------------------------------------------------------- | --------------------------------------------------------------------------------- | ------ | ------- |
| Ministerpräsident                                                               | Erwin Teufel                                                                      |        | CDU     |
| Stellvertretender Ministerpräsident                                             | Walter Döring                                                                     |        | FDP/DVP |
| Minister für Wirtschaft                                                         | Walter Döring                                                                     |        | FDP/DVP |
| Inneres                                                                         | Thomas Schäuble                                                                   |        | CDU     |
| Kultus, Jugend und Sport                                                        | Annette Schavan                                                                   |        | CDU     |
| Wissenschaft, Forschung und Kunst                                               | Klaus von Trotha                                                                  |        | CDU     |
| Justiz                                                                          | Ulrich Goll                                                                       |        | FDP/DVP |
| Finanzen                                                                        | Gerhard Mayer-Vorfelder (bis 11. November 1998)                                   |        | CDU     |
| Finanzen                                                                        | Gerhard Stratthaus (ab 11. November 1998)                                         |        | CDU     |
| Ländlicher Raum                                                                 | Gerdi Staiblin                                                                    |        | CDU     |
| Soziales                                                                        | Erwin Vetter (bis 11. November 1998)                                              |        | CDU     |
| Soziales                                                                        | Friedhelm Repnik (ab 11. November 1998)                                           |        | CDU     |
| Umwelt und Verkehr                                                              | Hermann Schaufler (bis 14. Oktober 1998)                                          |        | CDU     |
| Umwelt und Verkehr                                                              | Thomas Schäuble (bis 11. November 1998)                                           |        | CDU     |
| Umwelt und Verkehr                                                              | Ulrich Müller (ab 11. November 1998)                                              |        | CDU     |
| Minister im Staatsministerium                                                   | Christoph E. Palmer (Ab 11. November 1998)                                        |        | CDU     |
| Staatssekretär in der Vertretung des Landes beim Bund                           | Gustav Wabro (bis 11. November 1998) Willi Stächele (ab 11. November 1998)        |        | CDU     |
| Staatssekretär im Wirtschaftsministerium                                        | Horst Mehrländer                                                                  |        | FDP/DVP |
| Politischer Staatssekretär im Ministerium für Kultus und Sport                  | Rudolf Köberle                                                                    |        | CDU     |
| Politischer Staatssekretär im Ministerium für Wissenschaft, Forschung und Kunst | Christoph E. Palmer (bis 11. November 1998) Michael Sieber (ab 11. November 1998) |        | CDU     |
| Politischer Staatssekretär im Finanzministerium                                 | Wolfgang Rückert                                                                  |        | CDU     |
| Politischer Staatssekretär im Sozialministerium                                 | Johanna Lichy                                                                     |        | CDU     |
| Politischer Staatssekretär im Ministerium für Umwelt und Verkehr                | Ulrich Müller (bis 11. November 1998) Stefan Mappus (ab 11. November 1998)        |        | CDU     |
| Staatssekretär im Staatsministerium                                             | Lorenz Menz                                                                       |        | CDU     |
| Ausländerbeauftragter                                                           | Ulrich Goll                                                                       |        | FDP/DVP |